# 閉悌
閉悌（1417年—？），字孔仁，廣西南寧府橫州人，軍籍，明朝政治人物。

## 生平
廣西鄉試第十一名舉人，正統十三年（1448年）中式戊辰科會試第三十七名，三甲第四十三名進士。授桂陽縣知縣，後左遷蕭縣縣丞，縣民感其德，奏請為知縣，升潮州府同知。

## 家族
曾祖閉仲寧；祖父閉思暢；父閉禎，惠安縣知縣。